# آدم باسكال
آدم باسكال (بالإنجليزية: Adam Pascal)‏ هو موسيقي ومغني وممثل أمريكي، ولد في 25 أكتوبر 1970 في الولايات المتحدة. من الجوائز التي نالها جائزة المسرح العالمي سنة 1996.

## أعمال

### أفلام
- (2003) مدرسة الروك[6]

### مسلسلات
- كولد كيس

## جوائز وترشيحات
جوائز
- جائزة المسرح العالمي (1996)

ترشيحات
- جائزة توني عن فئة أفضل ممثل في مسرحية موسيقية [الإنجليزية]‏ (1996)

## وصلات خارجية
- آدم باسكال على موقع IMDb (الإنجليزية)
- آدم باسكال على موقع ألو سيني (الفرنسية)
- آدم باسكال على موقع ميوزك برينز (الإنجليزية)
- آدم باسكال على موقع أول موفي (الإنجليزية)
- آدم باسكال على موقع قاعدة بيانات برودواي على الإنترنت (الإنجليزية)
- آدم باسكال على موقع قاعدة بيانات الأفلام السويدية (السويدية)
- آدم باسكال على موقع إن إن دي بي (الإنجليزية)
- آدم باسكال على موقع ديسكوغز (الإنجليزية)
- آدم باسكال على موقع قاعدة بيانات الفيلم (الإنجليزية)
- آدم باسكال على موقع كينوبويسك (الروسية)